# Phalène sillonnée
Hemithea aestivaria
Pour les articles homonymes, voir Phalène.
Espèce
La Phalène sillonnée (Hemithea aestivaria) est une espèce de papillons de nuit de couleur verte, de la famille des Geometridae, de la sous-famille des Geometrinae et du genre Hemithea.

## Dénominations
- Hemithea aestivaria a été nommée par Hübner, en 1789 ;
- Sous-espèce : Hemithea aestivaria intacta (Warren, 1905) ;
- Nom vernaculaire : la Phalène sillonnée.

## Description

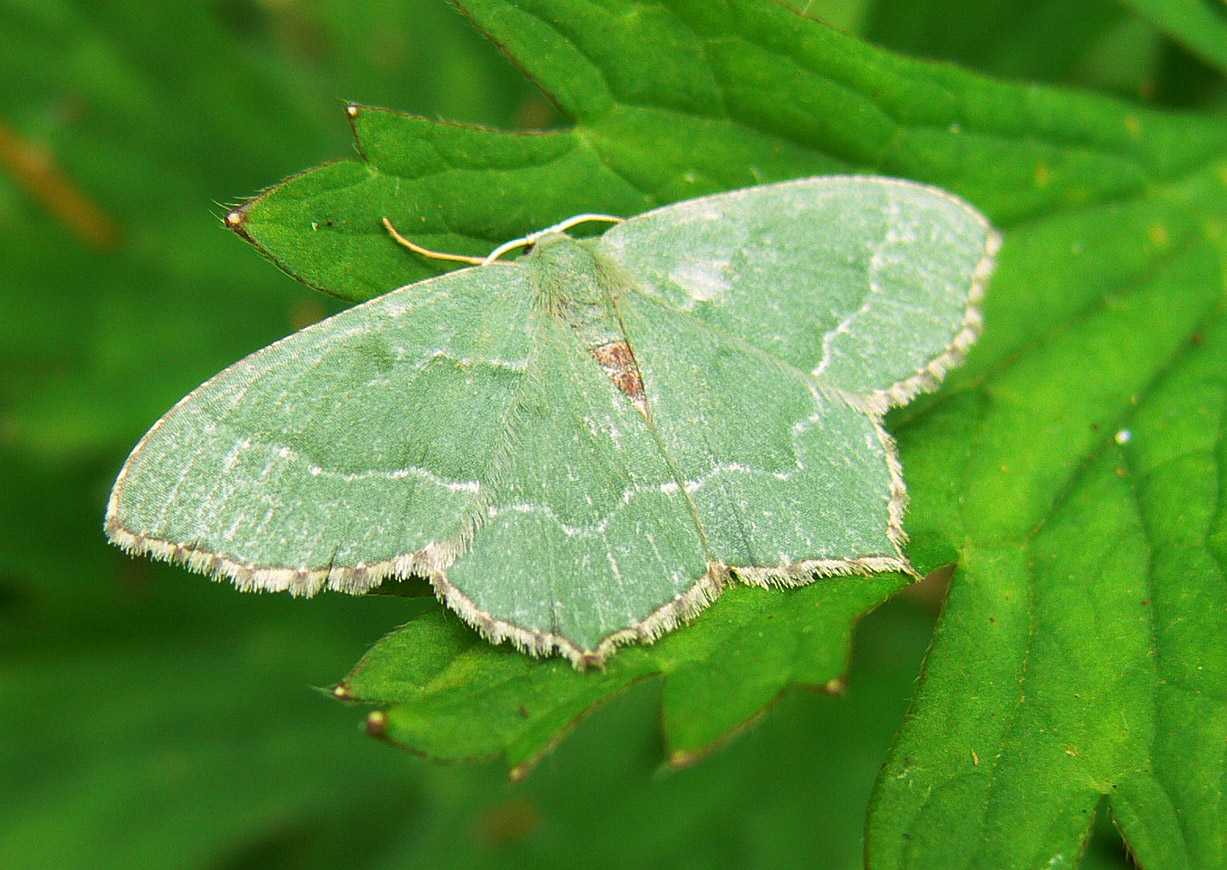
Hemithea aestivaria

Les ailes ont une envergure de 24 à 30 mm. Une rangée de poils est présente et nettement visible sur l'ourlet des ailes, avec motif caractéristique en « alternance de carrés noirs et clairs ». Les ailes antérieures et postérieures sont ornées d’un motif blanc qui rappelle l’accolade (élément de typographie).
Sa couleur verte plus ou moins dense, tirant parfois vers le gris ou le blanc, a tendance à disparaître assez rapidement à l'instar d'autres papillons de nuit verts.
Il est observé en fin de journée et plutôt peu après la tombée de la nuit en juin et juillet.

### Confusions possibles
La Phalène sillonnée peut être confondue avec Campaea margaritaria (phalène perlée, céladon) qui s’en distingue par :
- l’absence de motif (alternance de sections blanches et noires évoquant la rangée d’un damier) en bordure des ailes ; et
- un abdomen vert, alors que celui de Hemithea aestivaria est parfois brun.

Elle pourrait aussi être confondue avec :
- Geometra papilionaria (voir image) ;
- d'autres papillons de nuit verts tels que Synchlora herbaria (Fabricius, 1794) ou Nemoria rectilinea qu'on trouve en Amérique centrale et dans les Antilles.

### Chenille
La chenille est mature à 27 mm environ. Elle peut alors former une chrysalide.
De couleur brun-jaunâtre à verdâtre et rougeâtre, elle adopte un comportement mimétique de protection, en se raidissant, ce qui lui permet d'imiter un rameau ou une branchette desséchée ou en train de se décomposer (ce qui peut-on supposer, ne la rend pas appétante pour des prédateurs potentiels).
Sa tête est brune avec des marques noires et au vertex profondément fendu en deux. Corps allongé, glabre, vert, avec des marques sombres et blanches aux extrémités antérieures et postérieures.
La face dorsale du premier segment thoracique porte deux tubercules proéminents.

## Biologie

### Période de vol et hibernation
C’est une espèce univoltine.
Elle hiverne à l’état de larve (jeune chenille).
La chenille recommence à s'alimenter au début du printemps jusqu'en juin.
Elle se transforme alors en chrysalide pour émerger de juin à juillet.
Cette espèce est, comme de nombreux papillons de nuit, attirée par la lumière. Elle pourrait donc être menacée par la pollution lumineuse là où elle subsiste encore.

### Plantes hôtes
Les chenilles arpenteuses se nourrissent principalement d'aubépines (Crataegus) et de prunellier ou épine noire (Prunus spinosa) et d'autres arbres et arbustes.
Leurs dégâts sont mineurs, ce papillon étant par ailleurs plutôt rare ou ayant localement disparu.

## Écologie et distribution
Il  vit dans l’hémisphère nord, dans l'ensemble du néarctique et du paléarctique et dans les régions du Proche-Orient.
Ce papillon était jusqu’au milieu du XXe siècle présent et commun dans la majeure partie de l'Europe ainsi qu'en Sibérie, jusqu'en Chine et au Japon.
Au Royaume-Uni, il se reproduit dans la moitié sud de la Grande-Bretagne où il est (ou était) considéré comme commun. Il serait absent de l'Écosse.

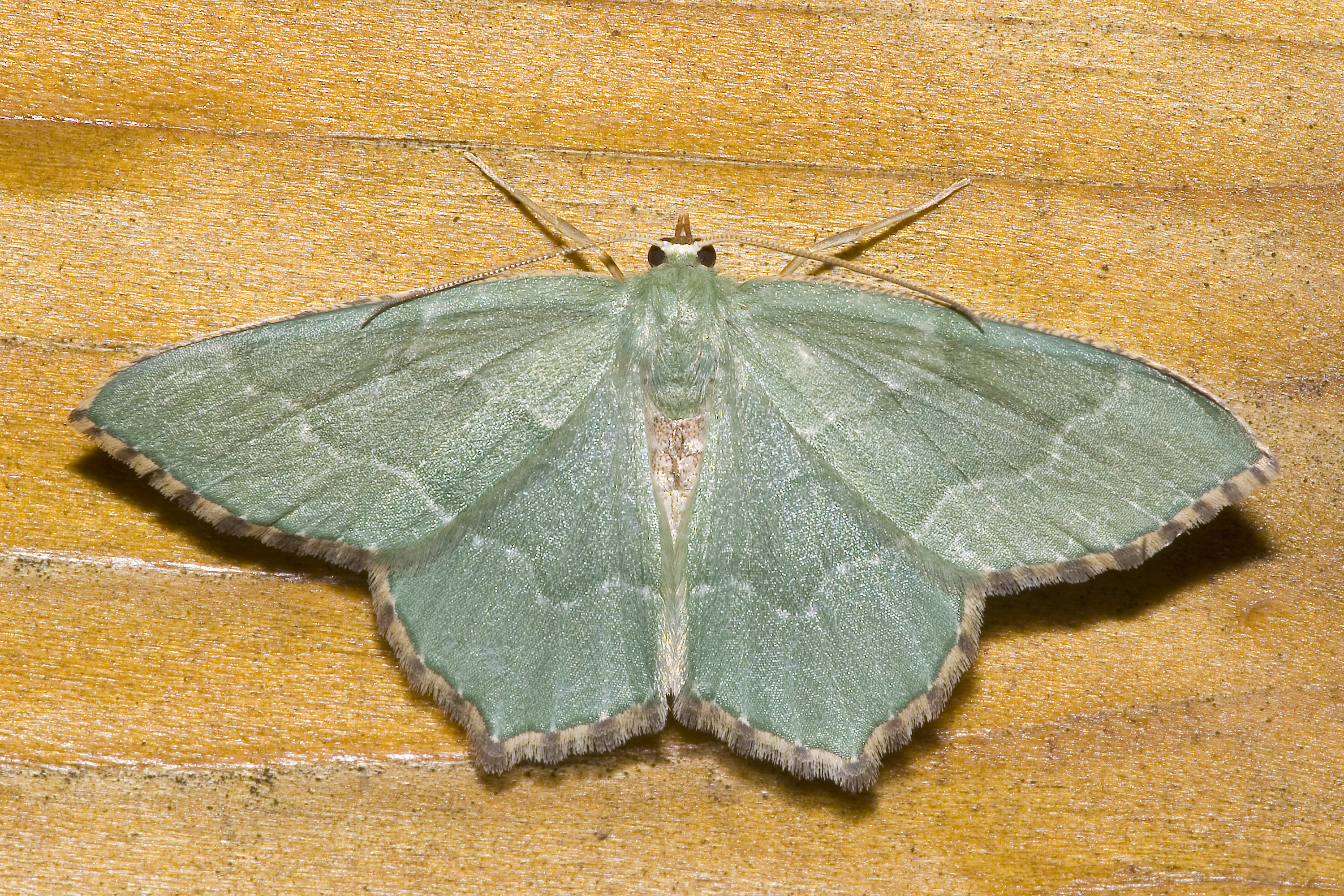
Hemithea aestivaria
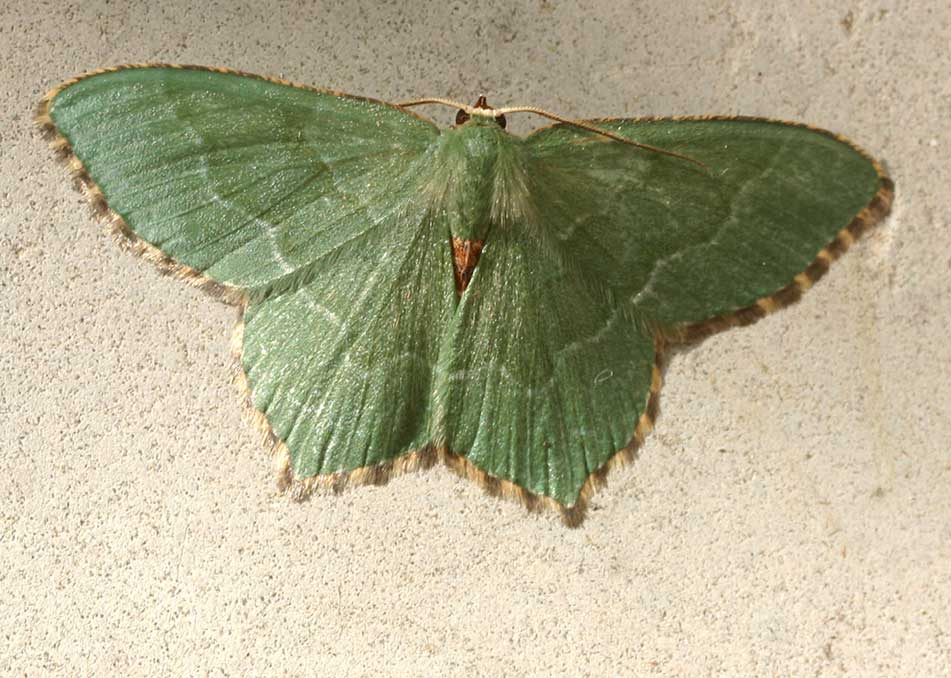
Hemithea aestivaria
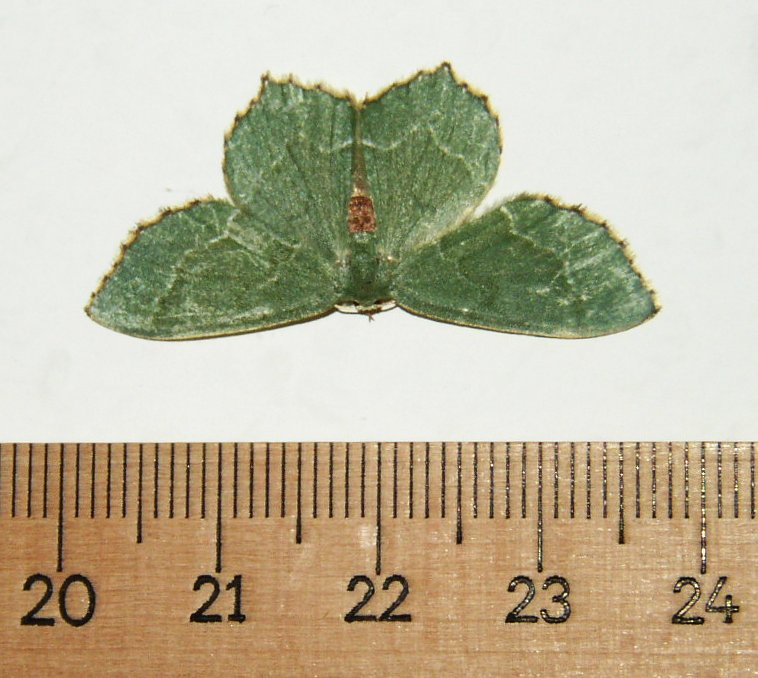
Hemithea aestivaria

### Biotope
On le voit voler à proximité des lisières de bois et le long des haies ou dans les allées boisées, voire dans les forêts profondes et fraîches.

## Statut, menaces, protection
Son statut est mal connu.
Hemithea aestivaria est aujourd'hui rare dans l'ouest de l'Europe, sans toutefois être considéré comme espèce menacée.
Plus précisément, cette espèce semble être devenue rare, comme le suggère son nom anglais assez contradictoire (« Common Emerald » qui signifie « émeraude commune »)
En Amérique du Nord où elle a été introduite, cette espèce s'est développée (au moins dans le sud-ouest de la Colombie-Britannique) où elle est parfois considérée comme un défoliateur, mais solitaire et inoffensif (Au Canada, elle figure néanmoins sur la liste des défoliateurs potentiels du Thuya), bien qu'elle puisse aussi consommer les feuilles de nombreuses autres espèces d'arbres ou arbustes.

## Plantes-hôtes
La chenille est polyphage, ce qui signifie qu'elle peut consommer plusieurs plantes hôtes :
- Alnus  (Aulnes)
- Araliaceae (Aralias)
- Artemisa (Armoises)
- Betula (Bouleaux)
- Camellia (Camélias)
- Carpinus (Charmes)
- Castanea (Châtaigniers)
- Citrus (agrumes)
- Clematis (Clématites)
- Corylus (Noisetier)
- Crataegus (Aubépines)
- Diervilla (arbustes introduits en Europe)
- Hypericum (Millepertuis)
- Juglans (Noyers)
- Larix (Mélèzes)
- Ligustrum (Troènes)
- Lonicera  (Chèvrefeuilles)
- Malus (Pommiers)
- Morus (Mûriers)
- Photinia (Photinia)
- Prunus (tous les Prunus)
- Quercus (Chênes)
- Rhamnus (Nerpruns)
- Ribes (Groseilliers)
- Rosa (Rosacées)
- Rubus (Ronces)
- Salix (Saules)
- Sorbus (Sorbiers)
- Tilia (Tilleuls)
- Vaccinium (Airelles)
- Viburnum (Viornes)